# Eyalet de Mossoul
1535–1864
Entités précédentes :
- Séfévides

Entités suivantes :
- Vilayet de Mossoul

L'eyalet ou pachalik de Mossoul (turc ottoman : ایالت موصل, Eyālet-i Mūṣul) est une province de l'Empire ottoman, en Mésopotamie (Irak), créée au XVIe siècle lors de la conquête du pays par  Soliman le Magnifique. Sa capitale était Mossoul. La réforme administrative de 1864, qui transforme les eyalets en vilayets, en fait le vilayet de Mossoul.

## Géographie

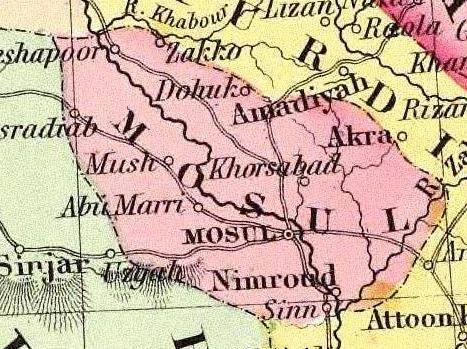
Eyalet de Mossoul, carte de G.W. Colton, 1856.

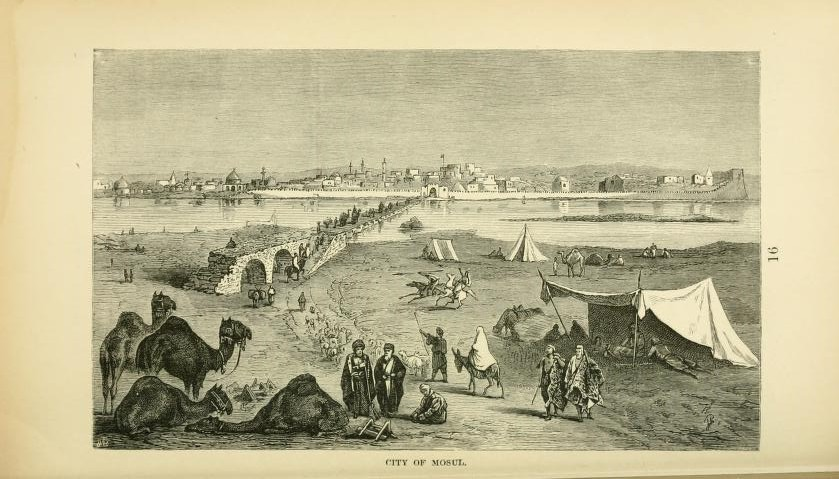
Mossoul au milieu du XIX, dessin de John Philip Newman, 1876.

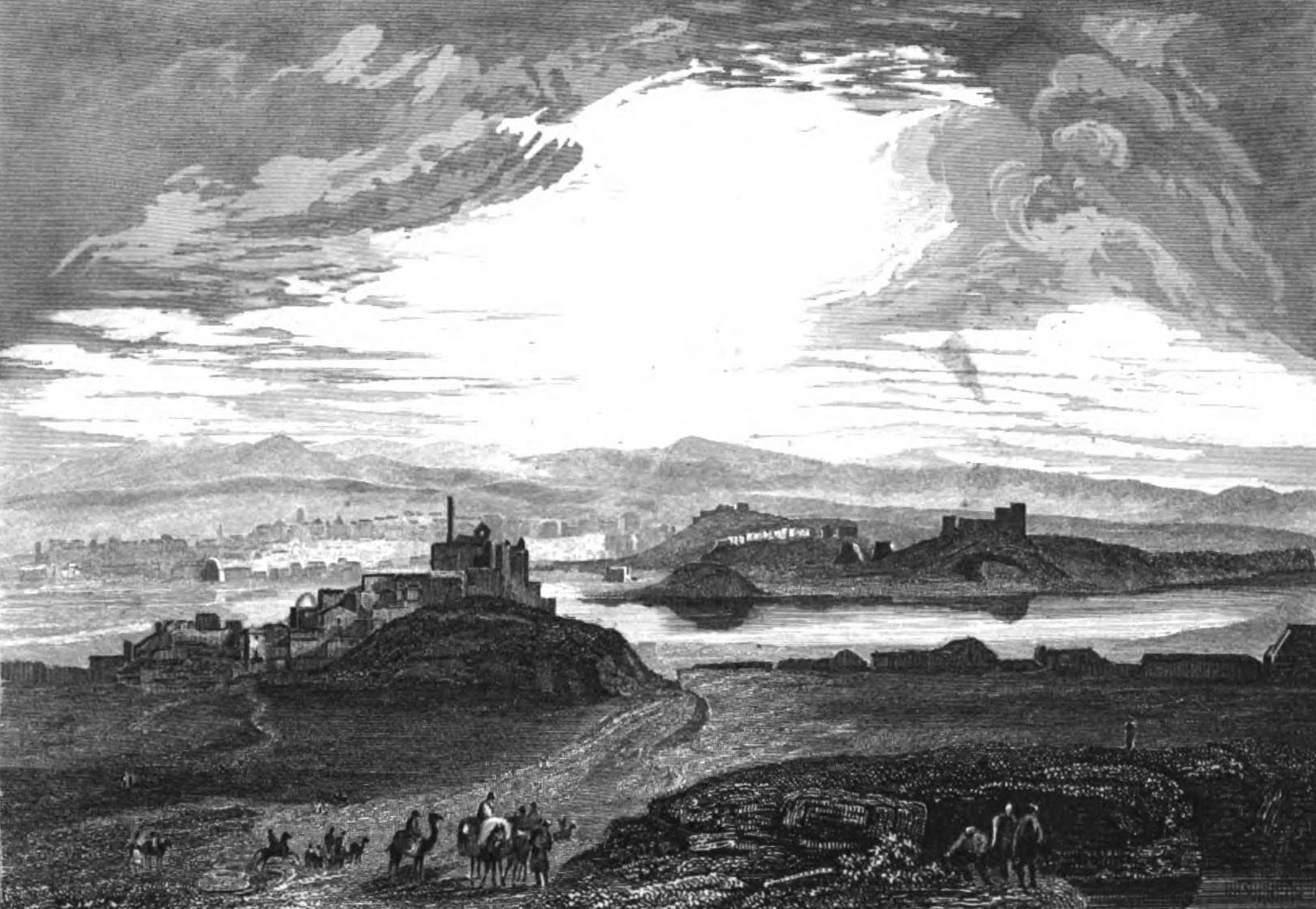
Arrivée à Mossoul, par Adrien Egron, 1837.

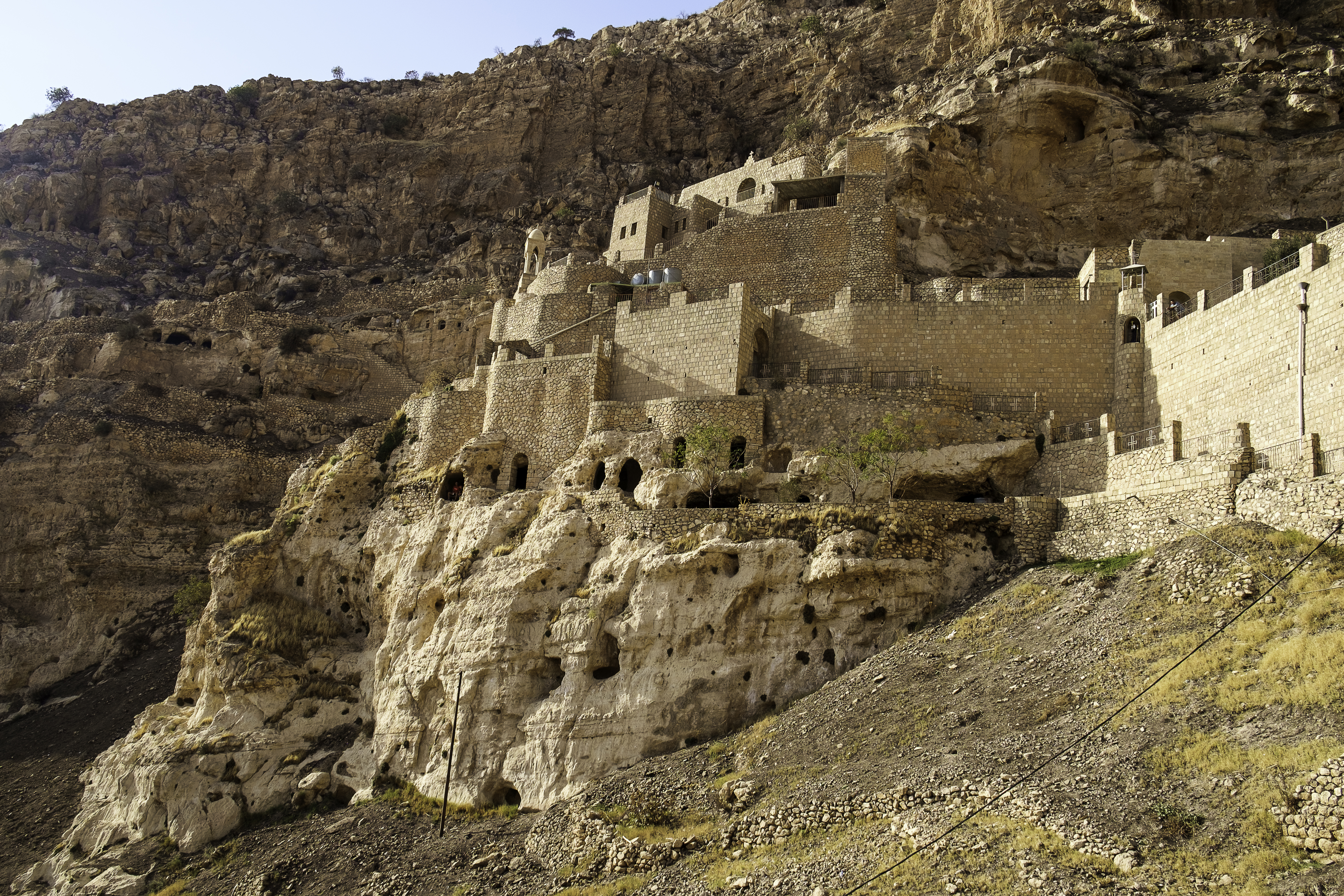
Le monastère Rabban Hormizd en 2016.

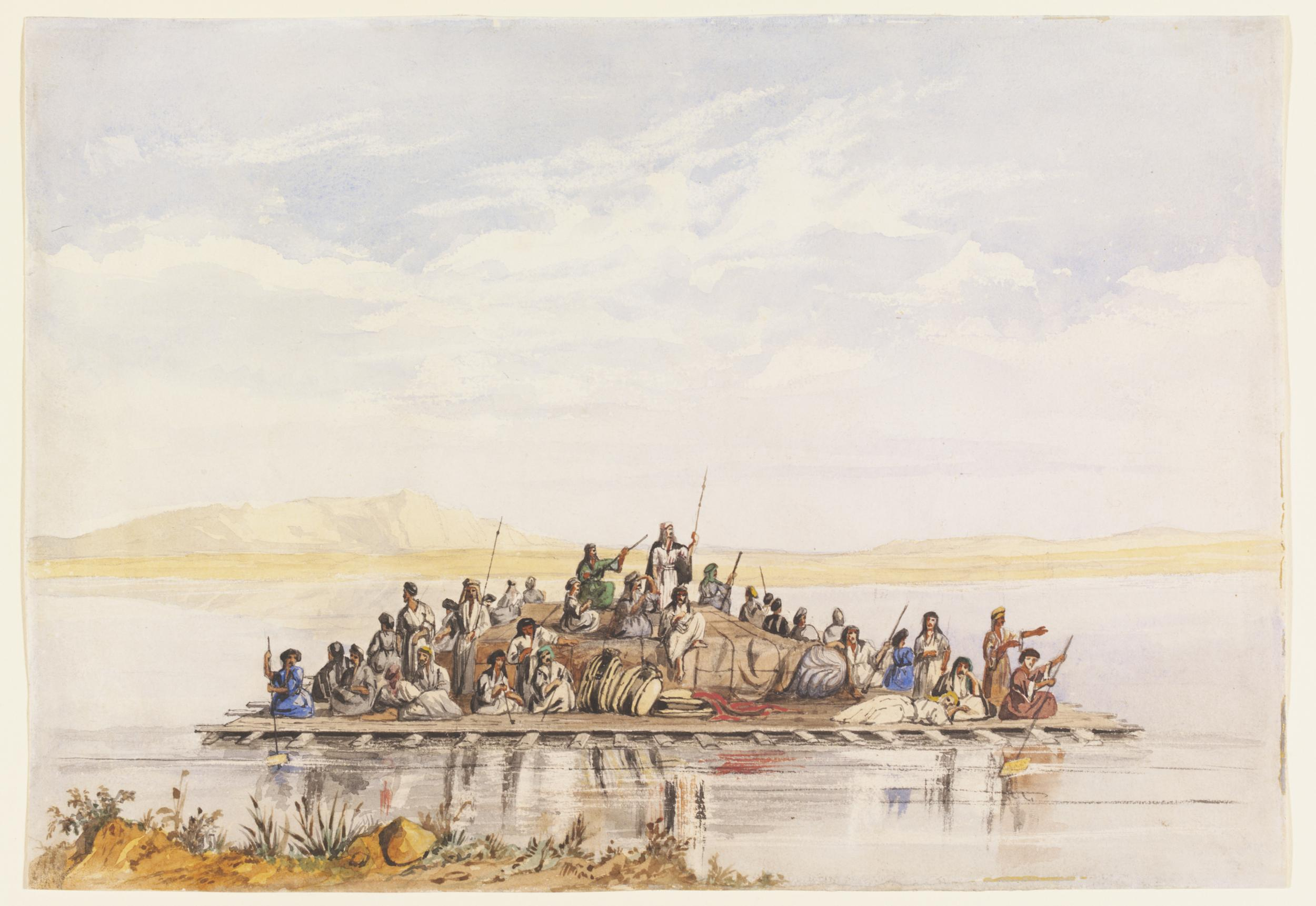
Bateliers sur le Tigre près de Nimroud, par Frederick Charles Cooper, v. 1849-1850.

L'eyalet de Mossoul est limité au nord-ouest par celui de Diyarbakir, au nord-est et à l'est par celui de Chahrizor, au sud et au sud-ouest par celui de Bagdad.

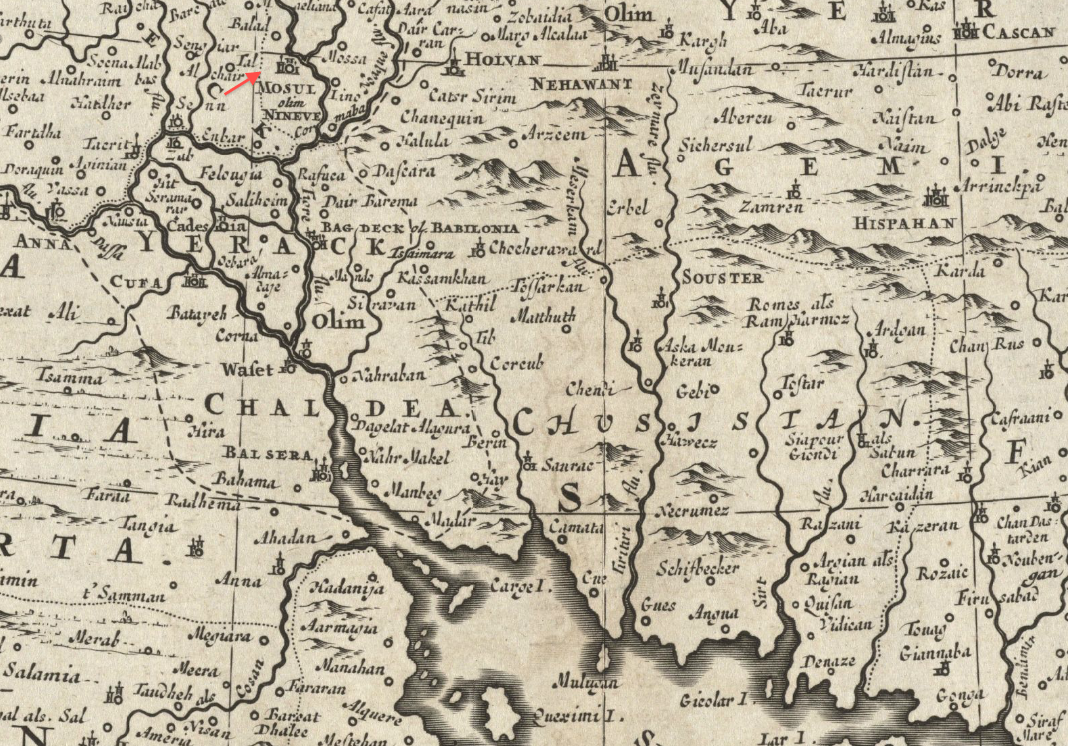
Mossoul, l'Irak et la Perse, carte de Frederik de Wit, 1680.

Le sol est fertile quoique cultivé avec négligence. On y récolte du blé, de l'orge, du maïs, du durra, ainsi que du coton, des fruits et du tabac. Le gibier y est abondant, de même que les fauves, lion, tigre, panthère, loup et chacal. Le Tigre est navigable de Mossoul à Bagdad. Le voyageur Guillaume-Antoine Olivier, à la fin du XVIIIe siècle, décrit Mossoul comme une ville de 60 000 à 70 000 habitants dont 15 000 Turcs, autant de Kurdes, 25 000 Arabes et 8 000 chrétiens, avec une fabrication prospère de maroquinerie et de cotonnade (la mousseline, qui tient son nom de la ville). Quelques décennies plus tard, cette production a décliné mais il reste un commerce actif de toiles de coton, tannerie, orfèvrerie et argenterie, ainsi que des produits des montagnes comme la noix de galle. Mossoul, près des ruines de l'antique Ninive, entourée de beaux jardins, a un long rempart à 7 portes, un château (forteresse Bash Tapia) en partie ruiné, 15 caravansérails. Les édifices religieux sont 20 mosquées dont une au minaret penché comme la tour de Pise, le mausolée d'Abu Al-Qasim (en), ainsi que 20 petites églises grecques, arméniennes et jacobites. Au nord de Mossoul, près du village d'Alqosh, se trouvent le tombeau supposé du prophète Nahum et le monastère Saint-Matthieu, siège de l'Église catholique chaldéenne jusqu'en 1804.

## Histoire
L'Irak est conquis par Soliman le Magnifique sur les Séfévides de Perse pendant la deuxième guerre ottomano-persane (1532-1555) et organisé en 4 provinces : Mossoul, Chahrizor (Kirkouk) et Bagdad en 1535, Bassora en 1546. Les gouverneurs, nommés pour un an renouvelable, se succèdent rapidement : 24 à Bagdad de 1638 à 1704, 48 à Mossoul de 1638 à 1700. Le pouvoir des pachas est souvent remis en cause par la reprise des guerres ottomano-persanes et par les mutineries des janissaires. Au XVIIe siècle, les guerres continuelles contre les Séfévides entraînent un recul de l'autorité ottomane. Les tribus périphériques en profitent pour reprendre leur autonomie. Elles fournissent à l'armée ottomane des troupes auxiliaires et surtout des chevaux et chameaux, de sorte que l'élevage, plus rentable, s'étend aux dépens de l'agriculture. Les tribus pastorales se disputent les pâturages : ainsi, en 1582, les Arabes Banu Awni attaquent les Turkmènes de Tikrit pour leur prendre leurs troupeaux. Inversement, la population chrétienne sédentaire, victime de l'insécurité, diminue : dans les régions rurales de la province, elle tombe de 2 787 mâles adultes  en 1575 à 745 en 1691.
Les Djalili (en), famille de marchands caravaniers arabes à l'origine, commencent  à jouer un rôle important à Mossoul à partir de la fin du XVIIe siècle. Abd al-Djalil, fondateur de la lignée, s'établit dans le quartier d'Awn ad-Din, sur la rive orientale, et fait construire des édifices religieux, notamment la mosquée Al-Aghawat en 1702. Les Djalili étendent leur influence par l'affermage des impôts. Ismaïl, fils d'Abd al-Djalil, est nommé gouverneur de Mossoul en 1726.
En 1743, Nâdir Châh, qui s'est proclamé souverain de la Perse, vient assiéger Mossoul avec une armée estimée, non sans exagération, à 300 000 hommes et 200 canons. La ville est défendue par le gouverneur arabe Hussein Pacha al-Djalili avec l'appui des habitants : Nâdir Châh est repoussé et doit signer la paix 2 ans plus tard en acceptant le retour aux frontières antérieures. La loyauté des Djalili envers l’État ottoman leur permet d'établir une dynastie de fait : sur 60 pachas qui gouvernent Mossoul de 1726 à 1834, 33 viennent de cette famille, gouvernant pendant 78 ans sur 107. Les gouverneurs non issus de la maison Djalili ne restent pas longtemps en poste : l'un d'eux est chassé par une révolte de janissaires en 1809 après quelques jours de règne. L'administration des Djalili assure la défense des frontières et une certaine prospérité tout en payant régulièrement le tribut à la Sublime Porte, d'un montant assez réduit : 30 000 piastres vers 1760. C'est seulement en 1834 que le pouvoir central met fin à l'autonomie des Djalili : le dernier gouverneur de la famille, Yahya al-Djalili, est déposé et doit quitter Mossoul pour prendre un poste au conseil consultatif de Constantinople.

## Subdivisions
L'eyalet est divisé en plusieurs sandjaks (districts). Au XVIIe siècle, ce sont :
- Sandjak de Bajwanli
- Sandjak de Tikrit
- Sandjak d'Eski Mosul (Ninive)
- Sandjak de Harú

### Sources et bibliographie
- (en) Cet article est partiellement ou en totalité issu de l’article de Wikipédia en anglais intitulé « Mosul Eyalet » (voir la liste des auteurs) dans sa version du 18 octobre 2017.
- Robert Mantran (dir.), Histoire de l'Empire ottoman, Fayard, 1989
- Dina Rizk Khoury, State and Provincial Society in the Ottoman Empire: Mosul, 1540-1834, Cambridge University, 2002
- Conrad Malte-Brun, Précis de la géographie universelle, Volume 8, Paris, 1835
- Hyacinthe Langlois, Nouveau dictionnaire universel, usuel et complet de géographie moderne, Volume 3, Paris, 1830
- Evliya Çelebi, Narrative of Travels in Europe, Asia, and Africa in the Seventeenth Century, Volume 1, p. 97